# Kudzanai Chiurai

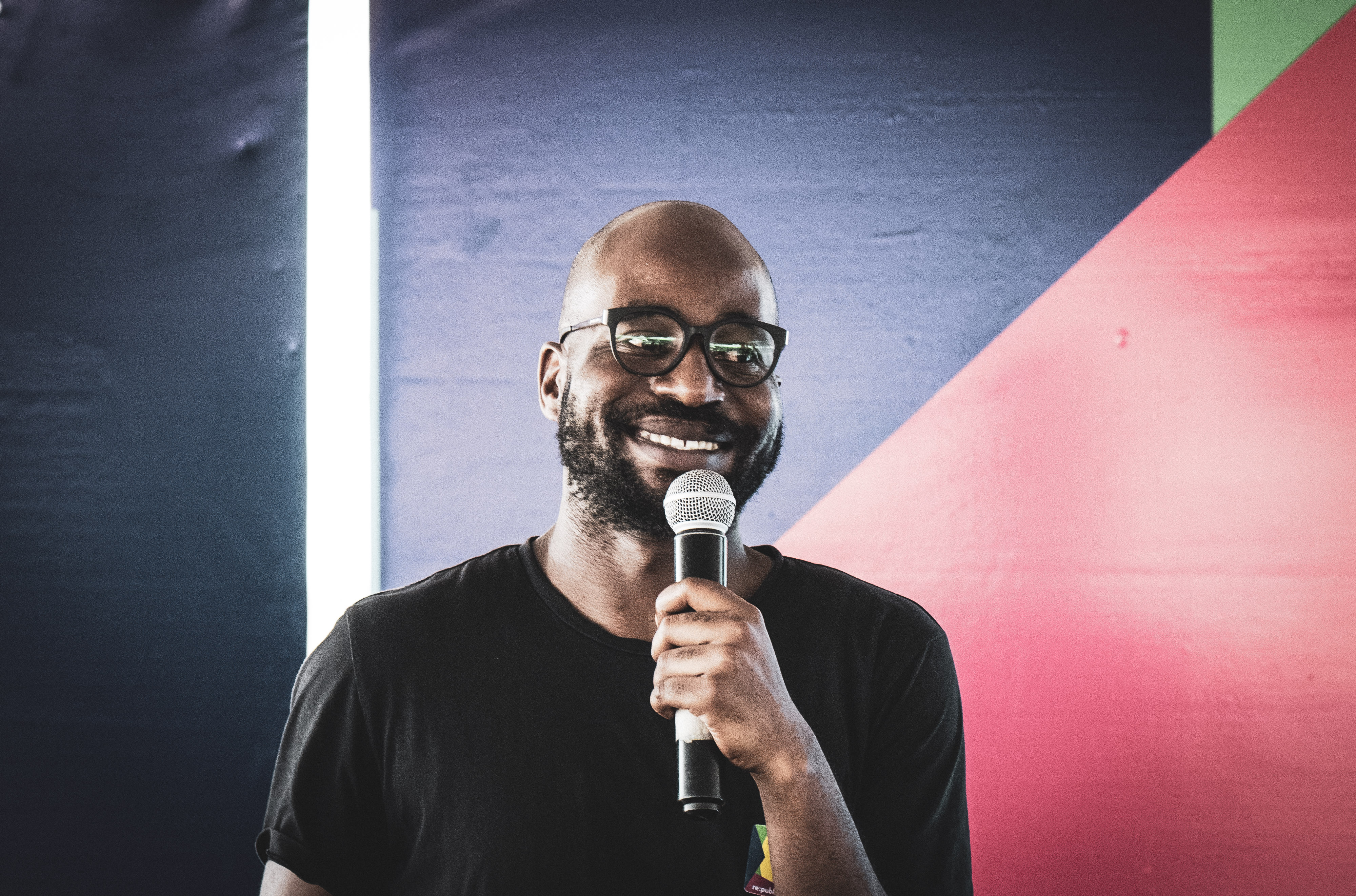
Chiurai, 2018

Kudzanai Chiurai (Salisbury, thans: Harare, 1981) is een Zimbabwaans kunstenaar (schilder, schrijver).
Hij woont tegenwoordig in Zuid-Afrika. Hij studeerde aan de Universiteit van Pretoria.